# Kim Jung-eun
Kim Jung-eun (n. Seúl, Corea del Sur; 4 de marzo de 1975) es una actriz surcoreana de cine y televisión.

## Carrera
Es conocida por sus papeles en dramas como Lovers in Paris y Todo sobre Eva.

## Filmografía

### Películas
- Mr. Go (2013, cameo)
- Le Grand Chef 2: Kimchi Battle (2010)
- Forever the Moment (2008)
- Mission Sex Control (2006)
- Blossom Again (2005)
- How to Keep My Love (2004)
- Mr. Butterfly (2003)
- Spring Breeze (2003)
- Desire (2002)
- Fun Movie (2002)
- Marrying the Mafia (2002)
- My Old Sweetheart (ruru

### Series de televisión
- Check-in Hanyang (Channel A, 2024-25)[2]
- No hay amor desinteresado (tvN, 2024, aparición especial)[3]
- Nam-soon, una chica superfuerte (JTBC, 2023)[4][5]
- Mi peligrosa esposa (MBN, 2020)[6][7][8]
- Duel (OCN, 2017)
- Make a Woman Cry (MBC, 2015)
- Ohlala Couple (KBS 2TV, 2012)
- Korean Peninsula (TV Chosun, 2012)
- I Am Legend (SBS, 2010)
- General Hospital 2 (MBC, 2008)[8]
- On Air (SBS, 2008, cameo)
- Lovers (SBS, 2006)
- Princess Lulu (SBS, 2005)
- Three Leaf Clover (SBS, 2005)
- Lovers in Paris (SBS, 2004)
- Father and Son (SBS, 2001)
- Wolf Hunting (MBC, 2001)
- Ladies of the Palace (SBS, 2001)
- 여인천하 (SBS, 2001)
- Rookie (SBS, 2000)
- Air Force (MBC, 2000)
- Medical Center (SBS, 2000, cameo)
- All About Eve (MBC, 2000)
- Because of You (MBC, 2000)
- Days of Delight (MBC, 1999)
- Should My Tears Show (MBC, 1999)
- March (SBS, 1999)
- Sunflower (MBC, 1998)
- MBC Best Theater: "그와 함께 타이타닉을 보다" (MBC, 1998)
- 6.25 Drama: "이방인" (MBC, 1998)
- MBC Best Theater: "오월의 사랑" (MBC, 1998)
- 사랑을 위하여 (MBC, 1998)
- Revenge and Passion (MBC, 1997)
- Yesterday (MBC, 1997)
- Star in My Heart (MBC, 1997)

### Programas de variedades
- Something (SBS, 2014) - Presentadora
- Miracle Audition (SBS, 2011) - Jurado
- How to Become a Manager (SBS, 2008) - Invitada (Ep. 1)
- Kim Jung-eun's Chocolate (SBS, 2008-2011) - Presentadora[9]
- TV Entertainment Tonight (SBS, 2001-2002) - Presentadora

### Anuncios
| Año  | Título            | Notas                                  |
| ---- | ----------------- | -------------------------------------- |
| 1997 | 크라운제과 죠리퐁 | junto a Moon Sung-keun y Yoo Tae-woong |

### Revistas / sesiones fotográficas
| Año  | Título           | Notas                                                         |
| ---- | ---------------- | ------------------------------------------------------------- |
| 2017 | W Korea Magazine | junto a Jung Jae-young y Yang Se-jong - (publicación de mayo) |